# Cellador
Cellador – zespół muzyczny z Omaha w stanie Nebraska w USA, grający power metal, założony w lecie 2004. Członkowie zespołu często podkreślają, że chcą przenieść szybki i melodyjny power metal z Europy do środkowego zachodu USA, gdzie bardzo mało zespołów gra taką muzykę.

## Członkowie zespołu
- Michael Gremio - śpiew
- Chris Petersen - gitara
- David Dahir - perkusja
- Valentin Rakhmanov - gitara basowa
- Bill Hudson - gitara prowadząca, instrumenty klawiszowe

## Byli członkowie zespołu
- Warren Curry - wokal
- Sam Chatham - gitara prowadząca, rytmiczna
- Josh Krohn - bas, wokale
- Albert Kurniawan - perkusja
- Joey 'Necrotic Fleshrot' Cardenas - perkusja

## Dyskografia
- Leaving All Behind (2005) - demo
- Enter Deception (2006)